# Journal of Labor and Society
Der Journal of Labor and Society (früher: Working USA: The Journal of Labor and Society, kurz auch: LANDS) ist eine US-amerikanische Fachzeitschrift im Feld der Politik- und Sozialwissenschaften.
Die Zeitschrift wurde 1997 gegründet und erscheint seitdem im Verlag Wiley-Blackwell, Chefredakteur ist Immanuel Ness, zusammen mit Zak Cope. Das im Peer-Review-Verfahren redigierte Fachblatt beschäftigt sich mit der Welt der Arbeit aus Perspektive der Arbeitssoziologie und Politikwissenschaft, bringt gelegentlich auch historische Beiträge und Rezensionen. Die Redaktion ist angebunden an das 'Graduate Center for Worker Education' der City University of New York. Es erscheint üblicherweise vierteljährlich.
Der Journal of Labor and Society ist Gründungsmitglied des „Post Capitalist Project“, eines Konsortiums für politikwissenschaftliche Transformationsforschung mit dem Ziel einer post-kapitalistischen Gesellschaft.